# Monnerich
Monnerich (luxemburgisch Monnerëch, französisch Mondercange) ist eine Gemeinde im Großherzogtum Luxemburg und gehört zum Kanton Esch an der Alzette.

## Geschichte
Die Stadt Mondercange gehört wahrscheinlich zu den ältesten im Großherzogtum, da im Jahr 965 in einem offiziellen Akt erwähnt wird, der die Übertragung der Rechte des Grafen Siegfried auf das Dorf zugunsten der Abtei regelte Echternach. Die erste christliche Kirche aus dem 10. Jahrhundert stand wahrscheinlich in der Nähe der heutigen Kirche.
1989 wurden die Überreste eines riesigen römischen Besitzes (villa rustica) entdeckt und vom Nationalmuseum archäologische Ausgrabungen organisiert. Diese Entdeckung beweist, dass das Dorf seit gallo-römischen Zeiten existiert.
Aufgrund seiner exponierten geographischen Lage (zwischen dem Herzogtum Luxemburg und Lothringen) lebte Mondercange während des gesamten Mittelalters mit einer ziemlich bewegten Geschichte.
Aber der Beginn der modernen Zeit brachte wenig Verbesserung. Hexenprozesse fanden Ende des 16. Jahrhunderts statt, und 1620 verringerte die Pest die Bevölkerung um die Hälfte. Durch die Plünderungen der Söldner, die in den häufigen Kriegen des 17. Jahrhunderts verwickelt waren, fiel das Dorf mehrmals in Asche.
Trotzdem hat das 18. Jahrhundert und insbesondere die österreichische Herrschaft unter Kaiserin Maria Theresia die Lebensqualität nicht nur der Dorfbewohner, sondern auch des gesamten Landes erheblich verbessert. Zu dieser Zeit (1738) erfolgte der Bau der „neuen“ Kirche, die heute noch bewundert werden kann und wegen ihrer typischen Barockarchitektur als „Nationaldenkmal“ eingestuft wurde.
Im Jahr 1804 hatte die Stadt Mondercange 80 Häuser, Bergem 20 und Pontpierre und Foetz 21. Es gab 21 „arme“ und 3 „Bettler“.
Die Entwicklung der Stahlindustrie am Ende des 19. Jahrhunderts, die benachbarte Städte wie Esch-sur-Alzette, Differdange oder Dudelange in echte Kleinstädte verwandelte, hatte nur einen oberflächlichen Einfluss auf die Ortschaften der Gemeinde Mondercange. die hauptsächlich von der Landwirtschaft geprägt war. Erst nach dem Zweiten Weltkrieg und insbesondere in den 1970er und 1980er Jahren trat eine echte Bevölkerungsexplosion auf.

Im Jahr 1900 hatte die Stadt Mondercange 1.016 Einwohner, 1930 waren es 1365 und 1960 2.200. Heute hat die Stadt 6.250 Einwohner erreicht.

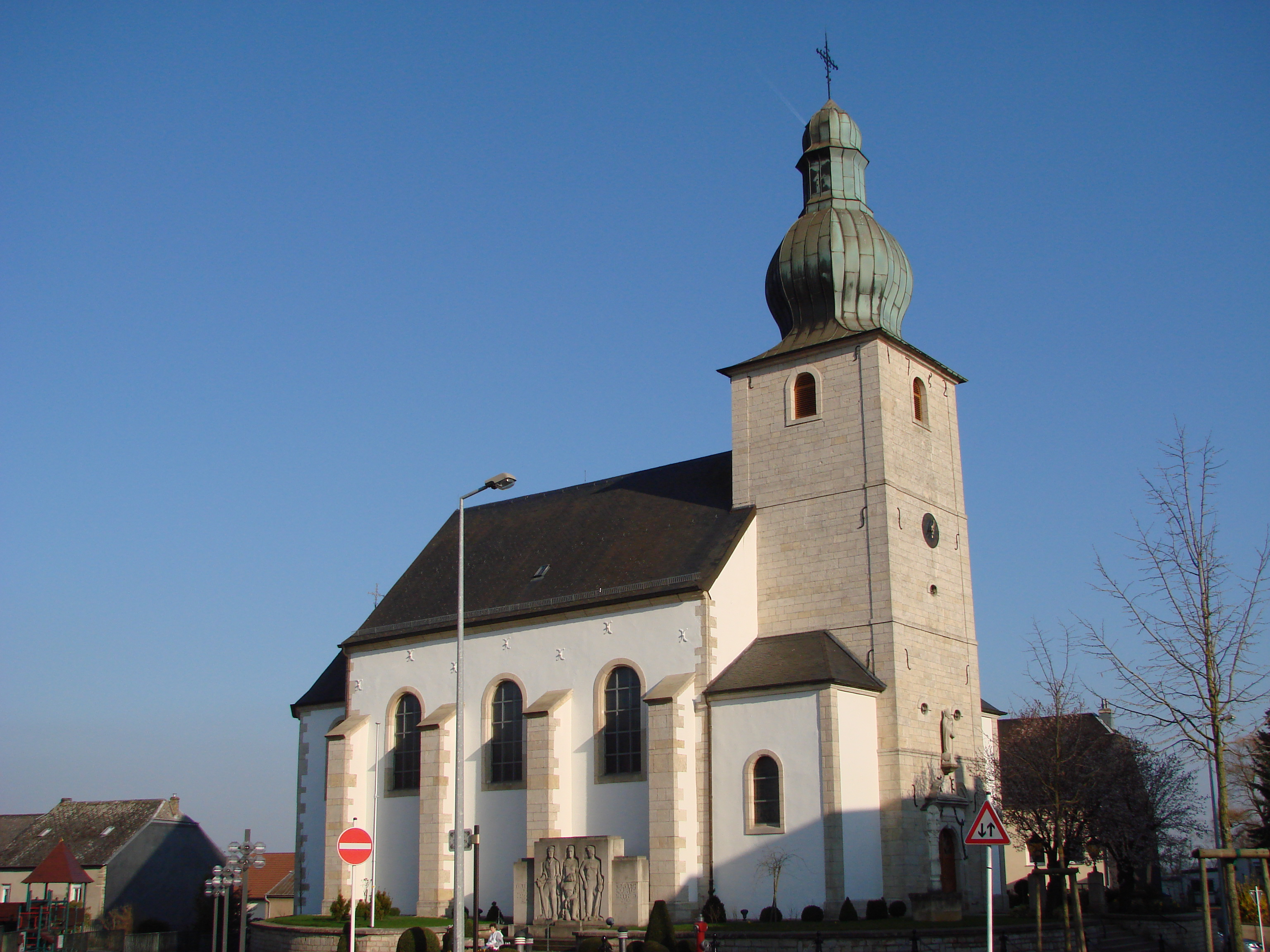
St. Willibrord

## Zusammensetzung der Gemeinde
Die Gemeinde Monnerich besteht aus den Ortschaften:
- Bergem
- Fötz
- Monnerich
- Steinbrücken

## Politik
Die Gemeinde Monnerich wird von einer Koalition aus der christlich-konservativen CSV und der liberalen DP regiert.
Zur Kommunalwahl im Juni 2023 kandidierten fünf Parteilisten, wovon vier den Einzug in den Gemeinderat schafften.
| Partei                                             | Sitze: 13 | Stimmenanteil | Stimmenanteil |
| -------------------------------------------------- | --------- | ------------- | --- |
| Chrëschtlech-Sozial Vollekspartei (CSV)            | 6         | 43,36 %       | Gemeinderatswahl Monnerich 2023 %50403020100 43,36 % (+5,71 %p)28,06 % (−11,00 %p)13,59 % (+0,26 %p)8,22 %6,77 % (−3,19 %p) CSVLSAPDPPirateGréng20182023 |
| Lëtzebeurger Sozialistesch Aarbechterpartei (LSAP) | 4         | 28,06 %       | Gemeinderatswahl Monnerich 2023 %50403020100 43,36 % (+5,71 %p)28,06 % (−11,00 %p)13,59 % (+0,26 %p)8,22 %6,77 % (−3,19 %p) CSVLSAPDPPirateGréng20182023 |
| Demokratesch Partei (DP)                           | 2         | 13,59 %       | Gemeinderatswahl Monnerich 2023 %50403020100 43,36 % (+5,71 %p)28,06 % (−11,00 %p)13,59 % (+0,26 %p)8,22 %6,77 % (−3,19 %p) CSVLSAPDPPirateGréng20182023 |
| Piratepartei                                       | 1         | 8,22 %        | Gemeinderatswahl Monnerich 2023 %50403020100 43,36 % (+5,71 %p)28,06 % (−11,00 %p)13,59 % (+0,26 %p)8,22 %6,77 % (−3,19 %p) CSVLSAPDPPirateGréng20182023 |
| Déi Gréng                                          | 0         | 6,77 %        | Gemeinderatswahl Monnerich 2023 %50403020100 43,36 % (+5,71 %p)28,06 % (−11,00 %p)13,59 % (+0,26 %p)8,22 %6,77 % (−3,19 %p) CSVLSAPDPPirateGréng20182023 |

## Kirche
Die Katholische Pfarrkirche St. Willibrord datiert aus dem Jahr 1738. Der Barockbau ersetzt ein älteres Bauwerk. 2004 bekam die Kirche eine neue Orgel aus der Werkstatt Oberlinger mit 26 Registern und zwei Manualen. Sie wurde 2014 von der Luxemburger Post auf einer Briefmarke abgebildet.

## Verschiedenes
Monnerich ist der Sitz des Luxemburger Fußballverbandes. In Monnerich befindet sich die einzige Kart-Piste Luxemburgs, auf der Michael Schumacher als Jugendlicher trainiert hat.

## Persönlichkeiten

### Söhne und Töchter der Gemeinde
- Hubert Loutsch (1878–1946), Politiker
- Tom Laterza (* 1992), Fußballspieler
- Jan Ostrowski (* 1999), Fußballspieler
- Eric Veiga (* 1997), Fußballspieler

### Persönlichkeiten, die vor Ort gewirkt haben
- Heinrich Wilhelm Breidenfeld (1794–1875), deutscher Orgelbauer